# Lúcio Hirtuleio
Lúcio Hirtuleio (em latim: Lucius Hirtuleius; m. 75 a.C.) foi um legado e questor de Quinto Sertório durante a Guerra Sertoriana, da qual ele participou de 80 até sua morte em 75 a.C.

## Carreira
Depois do colapso do governo dos populares em Roma no final da segunda captura de Roma por Sula em 82 a.C., Sertório, o mais proeminente líder popular ainda vivo fugiu da Itália para a Hispânia. Hirtuleio certamente estava entre os amigos que se juntaram a ele e o ajudaram a estabelecer um governo paralelo na região.
Por conta disto, Hirtuleio rapidamente se tornou o mais confiável dos subordinados de Sertório. Durante a revolta, Sertório conseguiu conter o ataque de Quinto Cecílio Metelo Pio e Hirtuleio derrotou Marco Domício Calvino, o governador da Hispânia Citerior, em Consabura. Em 78 a.C., o novo governador da Citerior, Quinto Calídio, demonstrou tão pouco interesse em defender a província que o governador da vizinha Gália Narbonense (Gália Transalpina) tentou intervir, mas acabou derrotado também por Hirtuleio.
Quando Pompeu chegou na região, em 76 a.C., seu caminho foi bloqueado por Sertório e Hirtuleio foi incumbido de enfrentar Metelo. Na batalha que se seguiu, Hirtuleio foi derrotado em Itálica. No ano seguinte, Hirtuleio enfrentou novamente Metelo. Spann sugere que o local mais provável da batalha tenha sido Segóvia, perto de Córduba, mas não há consenso sobre o tema. O fato é que Hirtuleio morreu no combate e suas forças foram completamente destruídas.